# Горлиця смугастохвоста

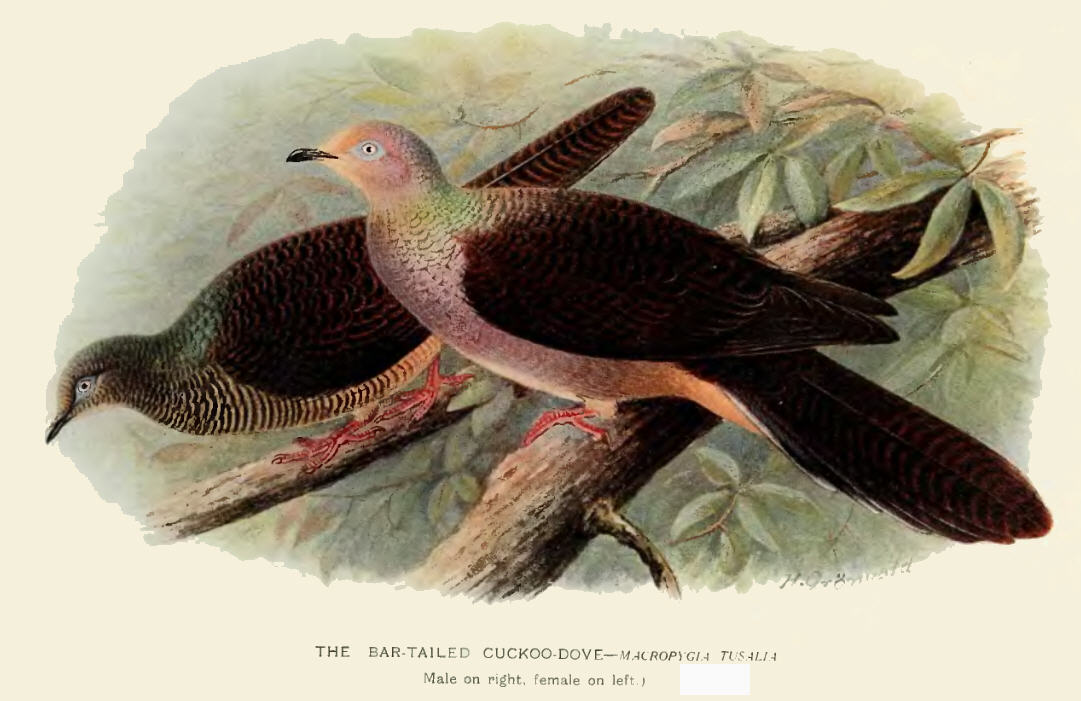
Пара смугастохвостих горлиць

Горлиця смугастохвоста (Macropygia unchall) — вид голубоподібних птахів родини голубових (Columbidae). Мешкає в Гімалаях і Південно-Східній Азії.

## Опис
Довжина птаха становить 37-41 см, вага 153-182 г. Верхня частина тіла і хвіст чорно-коричневі, поцятковані рудувато-коричневими смугами. У самців лоб і горло бурі, тім'я і шия сірі, поцятковані зеленими і пурпуровими блискучими плямками. У самиць голова і нижня частина тіла світліші, поцятковані темними смугами. Очі жовті або світло-коричневі, дзьоб чорний, короткий, лапи чорвоні.

## Підвиди
Виділяють три підвиди:
- M. u. tusalia (Blyth, 1843) — від Гімалаїв до південно-західного Китаю і М'янми;
- M. u. minor Swinhoe, 1870 — південно-східний Китай та Індокитай;
- M. u. unchall (Wagler, 1827) — Малайський півострів, Суматра, Ява, Ломбок і Флорес.

## Поширення і екологія
Смугастохвості горлиці живуть у вологих гірських і рівнинних тропічних і субтропічних лісах, в садах і на плантаціях. Зустрічаються на гірських схилах, на висоті від 450 до 3000 м над рівнем моря. Віддають перевагу галявинам і узліссям.

## Поведінка
Смугастохвості горлиці живуть невеликими зграями. Ведуть переважно деревний спосіб життя, рідко спускаються на землю. Добре літають і манврують між дерев. Вони живляться плодами, ягодами, бруньками, пагонами, іноді насінням. Гнізда розміщуються високо на деревах. В кладці 1 яйце. Інкубаційний період триває 14-15 днів. Пташенята покидають гніздо на 19 день.

## В неволі
Смугастохвості горлиці вперше почали утримуватися в Лондонському зоопарку в 1876 році. Перше розмноження в неволі відбулося у Франції, в 1925 році. Однак загалом, смугастохвості горлиці рідко утримуються в неволі. Їм необхідні дуже просторі і теплі вольєри. Під час сезону розмноження смугастохвості горлиці є агресивними до інших видів голубів. Тривалість життя в неволі є дуже довгою: самиця зі Штутгартського парку прожила 18 років, а самець — 16 років і 9 місяців.